# Бебічу
Бебічу (рум. Băbiciu) — комуна у повіті Олт в Румунії. До складу комуни входить єдине село Бебічу.
Комуна розташована на відстані 130 км на захід від Бухареста, 46 км на південь від Слатіни, 67 км на південний схід від Крайови.

## Населення
За даними перепису населення 2002 року у комуні проживали 2393 особи, усі — румуни. Усі жителі комуни рідною мовою назвали румунську.
Склад населення комуни за віросповіданням:
| Релігія       | Кількість осіб | Відсоток |
| ------------- | -------------- | -------- |
| православні   | 2389           | 99,8%    |
| римо-католики | 2              | 0,1%     |
| п'ятдесятники | 2              | 0,1%     |

## Зовнішні посилання
- Дані про комуну Бебічу на сайті Ghidul Primăriilor [Архівовано 15 травня 2012 у Wayback Machine.]